# Ciceronia
Ciceronia é um género botânico pertencente à família Asteraceae.